# グルジア式泳法

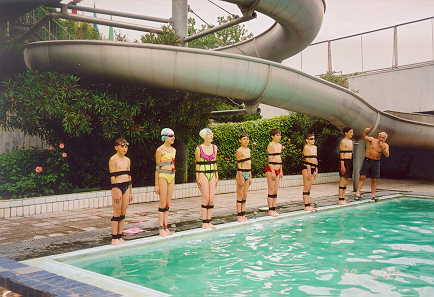
手足を縛りグルジア式泳法の準備をする子どもたち

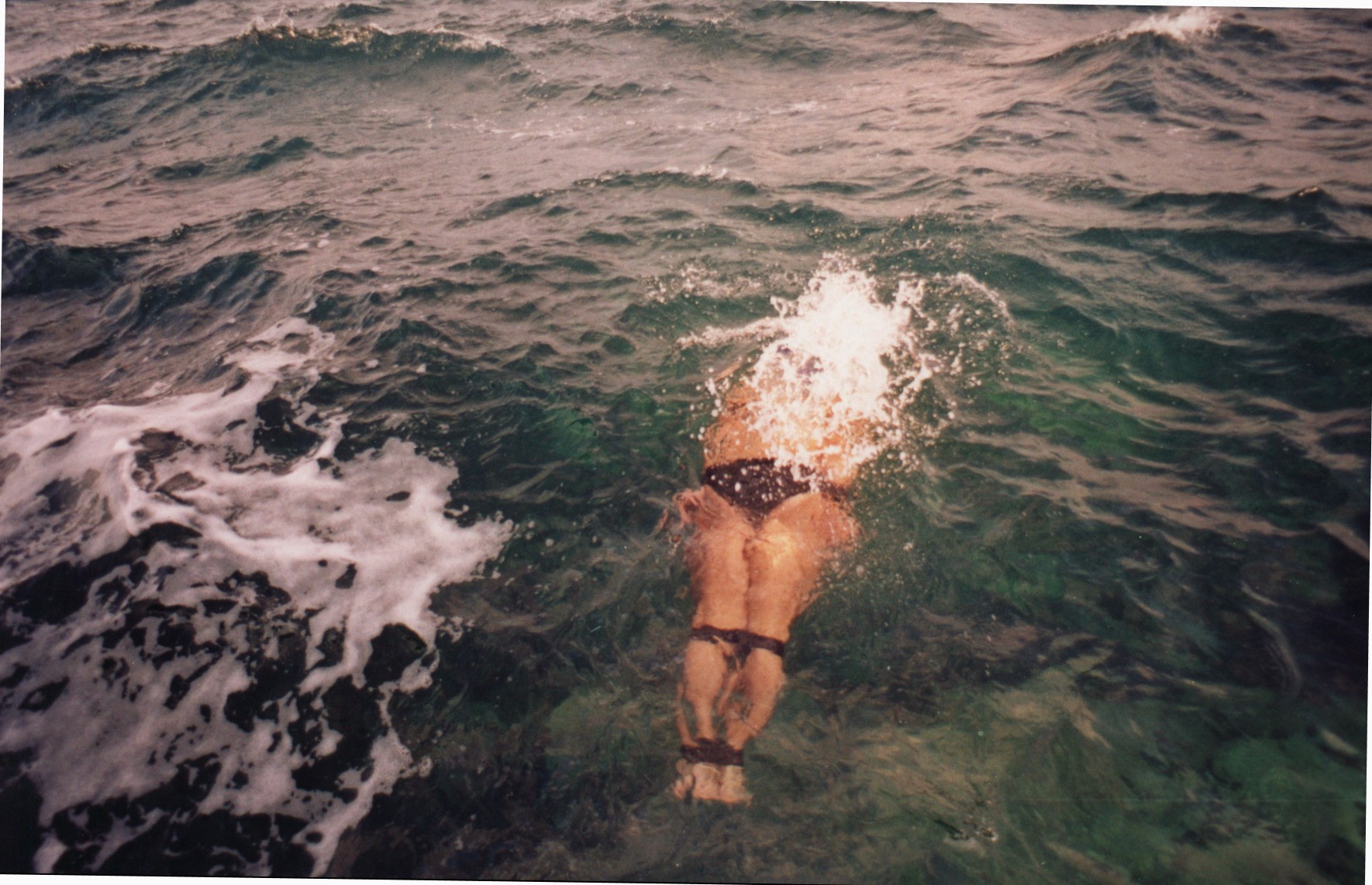
グルジア式泳法で泳ぐヘンリー・クプラシュヴィリ

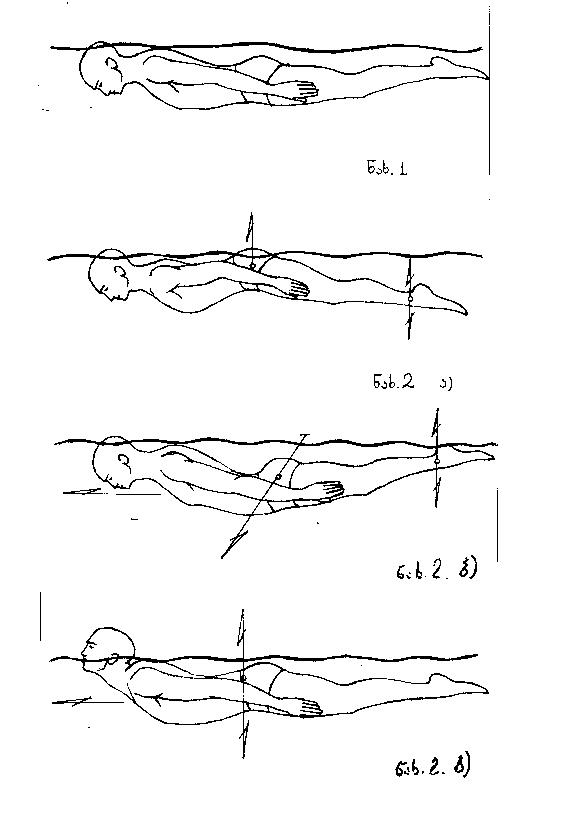
コルフリ（コルキス自由形）の泳ぎ方

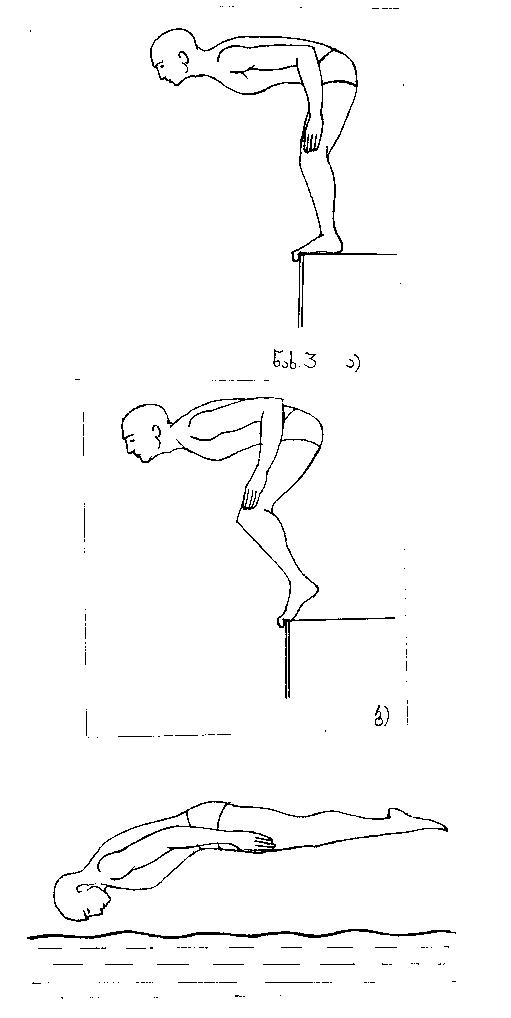
コルフリ（コルキス自由形）の飛び込み

グルジア式泳法(Georgian swimming)は、グルジアにいくつかある、特有の泳ぎ方をまとめたものである。特有の泳ぎ方とは、ラズリ、コルフリ、アプハズリ、オクリブラ、イベリウリ、タフヴィア、ハシュルリとキジクリの一部の、7種が挙げられる（“Lazuri”, “Hands and feet bound Kolkhuri”, “Apkhazuri”, “Okribula”, “Iberiuli”, “Takhvia” and partly “Khashuruli” and “Kizikuri”）。四肢の動きは制限されているか、ほんのわずかであることがより伝統的であるとされる。前進する際の身体の動きは、臀部と両足をイルカのように波打たせることによって行う。これらの泳ぎ方は、アザラシ、イルカ、アシカ、クジラ、ビーバーのような、水に適応して泳ぐことへの適性を獲得した水棲哺乳類の動きを模したものである。
グルジア式泳法、特にそのうち、ラズリと呼ばれるコルキス式と、イベリウリと呼ばれるイベリア式は、ダーダネルス海峡横断のギネス記録を作った経験もあるスイマー、ヘンリー・クプラシュヴィリにより復興された。グルジア式泳法習得・教授のための財団も彼によって設立され、グルジア式泳法という流派も彼によって形成された。

## 歴史
1960年代始めに、ミングレリア地方にある海沿いの村、エルゲタ（アナクリア）に住む一人の老人 Levan Kursua (1887-1969) が、当地に伝わるコルキス（ラズィカ王国）、イベリア王国の勇士たちに関する次のような昔話を語った。「勇士たちは訓練の一環として、手足を固く縛った状態で泳いだものだった。」老人の話は、最初のうちこそ皆をひるませたが、その泳ぎ方は克己心と体力を養うために、以下の点で軍人養成の過程で利用できそうでもあった。
- 勇士には精神的な準備が必要とされる。手足を胴体に固く縛り付けられた状態で強制的に水に放り込まれた勇士は、溺死の恐怖と水の恐怖に立ち向かわなければならない。それは、いついかなる極限状態に遭遇しても、精神的な障壁を乗り越えることのできる能力を培うことに繋がるであろう。
- 勇士が捕虜になったとき、たとえ縛られた状態にあったとしても、船や橋の上から水に飛び込み逃げ延びる可能性が高まる。

こうして、独特の様式を持つグルジア式泳法の復興が、首都トビリシのスポーツ複合施設 “Lagune Vere” で始まった。

## 関連文献
- Hero of the Dardanelles: Seven Unique Developments. 2003. Editor-in-Chief: Prof.Doc. O. Gogiashvili. Tbilisi, Media-Holding Georgian Times, Text on Georgian, English, and Russian languages UDC:796.092.2 + 797.2(479.22).
- Kuprashvili H. 2005. Georgian swimming. Textbook. second publishing,Kutaisi State University, Kutaisi, ISBN 99940-0-561-8 UDC:797.2.034.2(479.22) + 797.2(075)
- Kuprashvili H. 2004. Georgian swimming. Textbook. Tbilisi, ISBN 99940-0-190-6.  UDC:  797.2.034.2(479.22) + 797.2(075)
- Cavaliere Charles. The human dolphin’s philosophy of life. Georgia Today. Issue #, 11-17.07.2003